# سیارک ۱۸۶۸۱
سیارک ۱۸۶۸۱ (به انگلیسی: 18681 Caseylipp، نامگذاری:1998FW103) هجده هزار و ششصد و هشتاد و یکمین سیارک کشف شده‌است که در ۳۱ مارس ۱۹۹۸ کشف شد.
قدر مطلق سیارک برابر ۱۳.۵ است.